# IEEE 802.19
IEEE 802.19 — стандарт, поддерживаемый технической консультативной группой по сосуществованию беспроводных сетей (Wireless Coexistence Technical Advisory Group, TAG), входящей в комитет по стандартам IEEE 802.
TAG занимается поддержкой бесконфликтного сосуществования нелицензированных беспроводных сетей. Многие из стандартов беспроводных сетей группы IEEE 802 используют нелицензированный спектр и, следовательно, должны предотвращать проблемы, которые могут возникнуть при их одновременной работе. Эти беспроводные устройства могут быть расположены на таком расстоянии друг от друга, на котором области их действия пересекаются, и работать в одной полосе частот. Это может привести к созданию помех внутри этих беспроводных сетей.

## Происхождение
Считается, что две нелицензированные беспроводные сети сосуществуют, если они могут работать в одном месте без вмешательства в работу друг друга. Одним из первых примеров сосуществования беспроводных сетей является создание взаимодействия между IEEE 802.11 и технологией Bluetooth, работающими в полосе частот ISM, равной 2,4 ГГц. Сосуществование между этими двумя сетями было рассмотрено группой IEEE 802.15 Task Group 2, в которой были разработаны рекомендации по сосуществованию IEEE 802.11 и Bluetooth.

## Общие сведения
В настоящее время TAG 802.19 занимается организацией сосуществования между стандартами беспроводной связи, находящимися в разработке и принадлежащим стандартам IEEE 802. В IEEE 802 существует ряд рабочих групп, которые разрабатывают стандарты для нелицензированных беспроводных сетей. Они включают:
- IEEE 802.11 Беспроводные локальные сети IEEE 802.11 (WLAN)
- IEEE 802.15 Беспроводные персональные сети IEEE 802.15 (WPAN)
- IEEE 802.16 Беспроводные городские сети IEEE 802.16 (WMAN)
- IEEE 802.22 Беспроводные региональные сети IEEE 802.22 (WRAN)

Когда разрабатывается новый стандарт (или поправка к стандарту) для нелицензированной сети беспроводных устройств, рабочая группа может составить документ о сосуществовании (CA), который рассматривается в TAG IEEE 802.19.
В настоящее время TAG занимается обеспечением сосуществования между IEEE 802.11y и IEEE 802.16h, работающими в полосе частот 3650 МГц.